# Новые религиозные организации России деструктивного, оккультного и неоязыческого характера
Новые религиозные организации России деструктивного, оккультного и неоязыческого характера — восьмитомное энциклопедическое справочное издание посвящённое новым религиозным движениям. Автор-составитель — И. В. Понкин (под псевдонимом Игорь Куликов).
Первое однотомное издание справочника под названием «Новые религиозные организации России деструктивного и оккультного характера» объёмом 272 страницы, охватившего вероучения и деятельность 55 организаций, было осуществлено в феврале 1997 года Миссионерским отделом Московского Патриархата; второе однотомное дополненное и переработанное издание, объёмом в 459 страниц, охватившее 84 религиозные организации, включая  15 отнесённых к сатанизму, было выпущено им же в апреле 1997 года. Третье переработанное и дополненное издание под новым названием вышло в 1999—2002 годах в издательстве «Паломникъ». Кроме того, Институтом государственно-конфессиональных отношений и права в 2000 году было выпущено электронное издание на компакт-диске.

## Содержание
В первом издании автор классифицировал новые религиозные движения следующим образом:
- Неохристианские;
- Неовосточные;
- Неоязыческие;
- Экуменические;
- Сатанинские;
- Квазинаучные;
- Квазиоккультные;
- Коммерческие.

В третьем издании справочника им представлена другая классификация:
- Деструктивные религиозные организации сатанистской ориентации;
- Деструктивные религиозные организации и религиозные группы класса «экология духа, оккультизм и оккультное целительство»;
- Неоязыческие группы;
- Деструктивные религиозные организации восточной ориентации;
- Деструктивные объединения западной ориентации;
- Деструктивные псевдоисламские объединения;
- Коммерческие культы/группы.

А также следующая классификационная таблица деструктивных религиозных организаций:
| Код  | Название |
| ---- | --- |
| О-1  | Устойчивые организации и группы (секты) |
| О-2  | Сообщества и отдельные адепты вуду |
| О-3  | Группы и сообщества колдунов, магов и экстрасенсов                                                                                         |
| О-4  | Оккультные центры |
| О-5  | Псевдомедицинские группы и оккультные целители                                                                                             |
| О-6  | Теософия, антропософия, последователи Рерихов и Е. Блаватской                                                                              |
| О-7  | Астрология и астрологические группы |
| О-8  | Гадалки, прорицатели и их сообщества |
| О-9  | Контактёры и их сообщества |
| О-10 | Психокульты, группы оккультного развития личности                                                                                          |
| О-11 | Масоны и розенкрейцеры |
| О-12 | Религиозно-политические партии и группы оккультной направленности (или с использованием оккультно-религиозных фрагментов в своей доктрине) |
| О-13 | Педагогические инициативы оккультно-религиозного характера (или с использованием оккультно-религиозных фрагментов в своей доктрине)        |

| Деструктивные организации, соединяющие в себе один или более признаков О-1 — О-13 |
| --------------------------------------------------------------------------------- |
| Центр «Юнивер»                                                                    |
| Экология, оккультизм и язычество                                                  |
| Центр «Единение»                                                                  |
| Религиозные деструктивные группы восточной ориентации:                            |
| «Культ Шри Чинмоя»                                                                |
| Международное общество сознания Кришны                                            |
| Культ Раджниша (Ошо)                                                              |
| «Сахаджа-йога»                                                                    |
| «Тантра-сангха»                                                                   |
| «Восточный дом»                                                                   |
| Религиозные организации вайшнавов                                                 |
| «Центр „Ананда“»                                                                  |
| Сатанинские объединения                                                           |
| Богородичный центр                                                                |
| «Церковь объединения» (движение Муна)                                             |
| «Адвентисты седьмого дня»                                                         |
| Мормоны                                                                           |
| «Свидетели Иеговы»                                                                |
| Российская истинно-православная церковь                                           |
| Церковь Христа (Бостонское движение)                                              |
| Общество трезвенников братца Иоанна Чурикова                                      |
| Даосская церковь возрождённой драгоценности                                       |
| Отдельные установленные группы                                                    |
| Некоторые группы нейролингвистического программирования (Рекаунт НЛП-Центр)       |
| «Церковь саентологии»                                                             |
| Коммерческие культы                                                               |
| Синкретические религии и секты                                                    |

## Издания
- Новые религиозные организации России деструктивного и оккультного характера: Справочник. — Белгород; М.: Миссионерский отдел Московского Патриархата: Православный миссионерский фонд Русской православной церкви, 1997. — 272 с. — (Информационно-аналитический вестник. Миссионерский отдел Московского Патриархата Русской православной церкви; № 1).
- Новые религиозные организации России деструктивного и оккультного характера: Справочник / Миссионерский отдел Московского Патриархата Русской православной церкви. Информационно-аналитический вестник № 1. — 2-е изд., перераб. и доп.. — Белгород, 1997. — 459 с.
- Новые религиозные организации России деструктивного и оккультного характера: Справочник / Миссионерский отдел Московского Патриархата Русской православной церкви. — 2-е изд., перераб. и доп.. — Ростов н/Д., 1998. — 459 с.
- Новые религиозные организации России деструктивного, оккультного и неоязыческого характера: Справочник / Авт.-сост. И. Куликов. — 3-е изд., доп. и перераб.. — М.: Паломникъ, 1999. — Т. 1: Сатанизм. — 256 с.
- Новые религиозные организации России деструктивного, оккультного и неоязыческого характера: Справочник / Авт.-сост. И. Куликов. — 3-е изд., доп. и перераб.. — М.: Паломникъ, 1999. — Т. 2. Ч. 1: Оккультизм. — 585 с.
- Новые религиозные организации России деструктивного, оккультного и неоязыческого характера: Справочник / Авт.-сост. И. Куликов. — 3-е изд., доп. и перераб.. — М.: Паломникъ, 2000a. — Т. 3. Ч. 1: Неоязычество. — 394 с.
- Новые религиозные организации России деструктивного, оккультного и неоязыческого характера: Справочник / Авт.-сост. И. Куликов. — 3-е изд., доп. и перераб.. — М.: Паломникъ, 2000b. — Т. 4. Ч. 1: Восточно-мистические группы. — 382 с.
- Новые религиозные организации России деструктивного, оккультного и неоязыческого характера: энциклопедия / сост. И. Куликов; Русская православная церковь (Центр "Жизнь", Центр реабилитации жертв нетрадиционных религий и др.), Ново-Нахичеванская и Российская епархия Армянской апостольской церкви, Центральное духовное управление мусульман России, Институт государственно-конфессиональных отношений и права. — Версия 1. — М.: Институт государственно-конфессиональных отношений и права, 2000. — (1 электрон. опт. диск CD-ROM).

## Оценки
В 1999 году доктор философских наук, профессор и заведующий кафедрой религиоведения Российской академии государственной службы при Президенте Российской Федерации Н. А. Трофимчук в своём отзыве указал на то, что кафедра религиоведения рекомендует третье издание «в качестве справочного пособия всем государственным органам и научным организациям, касающимся в процессе своей деятельности вопросов правового обеспечения, регулирования или изучения деятельности религиозных новообразований». Он отметил, что в справочнике содержится описание «нескольких сотен религиозных новообразований», а само издание «является уникальным по количеству охвата религиозных организаций и объёму приведённой информации». Трофимчук высказал мнение, что справочник представляется ему «серьёзным и значительным шагом вперёд в изучении и научной разработке проблем, связанных с появлением и распространением новых религиозных организаций». И хотя в справочнике есть «некоторые спорные моменты», тем не менее он считает, что «данное издание заполняет существующий в религиоведении пробел в изучении огромного количества религиозных групп, ранее не известных не только широкой общественности, но в ряде случаев даже специалистам». Трофимчук обращает внимание на то, что представленные в справочнике религиозные группы и организации в значительной степени зарегистрированы в качестве общественных объединений или коммерческих фирм, или же вообще не имеют никакой регистрации, что, в свою очередь, «серьёзно затрудняет их выявление, идентификацию и описание». Исходя из этого он делает вывод о том, что большинство из представленных в справочнике «религиозных организаций и групп ранее в таком систематизированном виде не была описана», а «уровень подачи информации, её структурирование, стиль написания справочника вполне соответствуют существующим научным требованиям». Кроме того, он полагает, что «актуальность настоящего справочника несомненна», поскольку он «призван помочь государственным служащим сориентироваться в религиозной сфере жизни общества», как и насущен «для государственных служащих, осуществляющих связь с религиозными организациями, для тех министерств и ведомств, в чьи функции входит решение вопросов реализации российского законодательства о религиозных объединениях».
В том же году кандидат философских наук, руководитель религиоведческой научной группы лаборатории гражданского воспитания Государственного НИИ семьи и воспитания РАО И. А. Галицкая в своём отзыве отметила, что в справочнике отражено «стремление российской общественности осмыслить духовные процессы, происходящие в нашем обществе, особенно активно в последние 10—15 лет», которое парадоксальным образом «сочетается с глубокой меркантилизацией общественных отношений, проникновением духа наживы во все области общественной жизни». По мнению Галицкой выражение подобных настроений в духовной области происходит в «возникновении массы псевдорелигиозных групп, объединений, в которых стремление человека к истине, здоровью и счастью рассматривается как источник для его духовной и материальной эксплуатации самозванными „учителями“, „магами“, „колдунами“ и проч.». В связи с этим она считает, что автором издания была осуществлена «большая и кропотливая аналитическая работа», в ходе которой были подвернуты систематизации «объединения, группы оккультно-религиозной направленности», которые действуют в различных российских регионах, направляют «свою активность на различные социальные слои» и используют, при этом, «в своей деятельности различные приёмы привлечения и удержания адептов». Галицкая отмечает, что наибольшую ценность представляют те данные справочника, «которые могут быть использованы работниками образования, социальной сферы, государственными служащими в целях ограждения детей, молодёжи, общества в целом от деструктивной деятельности подобных групп», поскольку «зачастую даже небольшая по содержанию, но конкретная и правдивая информация поможет в выработке рационального отношения к экзальтированной проповеди глашатаев „абсолютных истин“, стремящихся, во что бы то ни стало утвердить свои фантасмагорические представления о жизни в качестве нормы, придать им респектабельный вид философии или религии». Кроме того, она указала, что благодаря справочнику можно с одной стороны «оценить масштабы и глубину погружения нашего общества в оккультно-мистический „туман“», а с другой он «даёт средства для выработки правильного отношения к этим духовным „новоделам“, которые не так уж безобидны, как склонны думать некоторые». Галицкая высказывает мнение, что «блуждание людей в оккультных фантазиях является своего рода наркотиком», делая их «беззащитными перед реальным социальным унижением, граждански пассивными, безразличными к нуждам близких людей и судьбам нашей Родины». И считает, что «проснуться от этих надуманных „снов“ самому и помочь это сделать другим, стать разумным и ответственным гражданином, семьянином, патриотом, личностью — такой цели служит, в конечном счёте, эта книга».
В том же году кандидат философских наук, декан факультета межкультурных коммуникаций Астраханского филиала Южно-Российского гуманитарного института А. В. Саввин в своём отзыве на третье издание справочника отметил, что он «в настоящий момент, безусловно, является одним из наиболее полных научных изданий, описывающих структуру, догматику и практику деятельности новых религиозных движений». И хотя и обратил внимание на то, что в нём присутствует «наличие некоторых спорных моментов, указанный справочник может быть рекомендован для использования в практической и исследовательской работе сотрудниками органов государственной власти и муниципального управления, религиоведения и всеми изучающими вопросы современного состояния религиозной ситуации в России».
В том же году доктор юридических наук, профессор кафедры государственного строительства и права Российской академии государственной службы при Президенте Российской Федерации М. Н. Кузнецов в своём отзыве на третье издание справочника высказал мнение, что он «содержит значительный справочно-аналитический материал по нескольким сотням религиозных новообразований и является серьёзной помощью государственным органам в их работе». Он обратил внимание на то, что справочник не предназначен для решения вопросов «регулирования свободы совести», поскольку «не является нормативно-правовым актом государства», подчеркнув при этом, что опубликованные в издании сведения, посвящённые «той или иной религиозной организации, вне зависимости от того, зарегистрирована она или нет, ни в коем случае не нарушает конституционных прав верующих», поскольку считает, что данный справочник напротив «защищает или реализует целый ряд конституционных прав граждан, закреплённых в Конституции РФ», к которым он отнёс п. 1 ст. 17, п. 1 ст. 19, п. 1 и п. 2 ст. 21, п. 1 ст. 38, п. 3 ст. 41, п. 3 ст. 45, п. 1 и п. 3 ст. 55, а также указал на то, что «настоящее издание в полной мере реализует закреплённое в статье 29 Конституции РФ право на свободу мысли и слова», перечислив п. 1, п. 4 и п. 5. В связи с этим Кузнецов определяет данное право автора, как «право определять и высказывать своё собственное отношение к различным религиозным организациям», которое «составляет необходимый компонент свободы совести и является одним из принципов построения правового государства в Российской Федерации».
В том же году заместитель начальника Главного управления Министерства юстиции Российской Федерации по г. Москве В. Н. Жбанков отметил, что третье издание справочника является «уникальным по объёму описанных религиозных организаций и групп», поскольку считает, что тот «колоссальный массив информации», который автор подверг анализу, а также «наличие сведений о малоизвестных и неизвестных даже специалистам религиозных организациях и группах, высокая степень систематизации и структурирования подаваемой информации», наряду с глубиной проработки рассматриваемой темы, «всё это определяет уникальность и высокую ценность справочника», как и его «несомненную полезность и необходимость для всех государственных органов», занимающихся обеспечением, осуществлением и регулированием государственно-религиозных отношений. При этом Жбанков подчеркнул, что несмотря на то, что в издании имеет место присутствие «некоторых потенциально спорных моментов», что, по его мнению, «просто невозможно избежать при описании столь огромного круга организаций», тем не менее, это «ни в коем случае не снижает его высокой научной и информативной ценности». Кроме того, он указал на то, что в тексте справочника «отсутствуют положения, возбуждающие религиозную или иную рознь, оскорбляющие религиозные чувства верующих, имеющих отношение к описываемым организациям и группам».
В том же году кандидат юридических наук, заместитель начальника Центра криминальной информации МВД России, полковник внутренней службы А. И. Хвыля-Олинтер оценил третье издание, как являющееся «уникальным по охвату огромного количества неизвестных и малоизвестных широкому читателю и даже специалистам религиозных организаций», поскольку он содержит в себе «описание сотен нетрадиционными экзотических религиозных новообразований», которые существуют в Российской Федерации. Хвыля-Олинтер высказал мнение, что вошедшая в справочник «чётко структурированная информация» станет «огромным подспорьем для специалистов различных направлений, в том числе правоохранительных органов». И отметив, что издании присутствует «некоторое количество спорных моментов», тем не менее, считает что данное издание «несомненно пригодно для использования в аналитической и практической работе государственных органов всех уровней». В заключении автор отзыва подчеркнул, что справочник «не является нормативно-правовым актом государства, не имеет к проблемам регулирования свободы совести никакого отношения, не оскорбляет религиозных чувств верующих, не возбуждает религиозной розни, а напротив — реализует право автора на свободу слова и весьма полезен как справочное пособие».
В 2000 году заслуженный юрист Российской Федерации, начальник кафедры уголовного процесса Московского института МВД России, полковник милиции Р. В. Данилова в своём отзыве отметила, что справочник рекомендуется кафедрой уголовного процесса «для использования в оперативной и аналитической работе правоохранительных органов России», поскольку считает, что данное издание в особенности «незаменимо как справочное пособие при расследовании преступлений, имеющих ритуальный характер или связанных с деятельностью деструктивных религиозных организаций».
В том же году кандидат юридических наук и сопредседатель Института религии и права Славянского правового центра А. В. Пчелинцев подписал положительный отзыв и рекомендацию на третье издание справочника. В нём он отметил, что справочник «является уникальным по широте охвата описанных религиозных новообразований», а также указал, что «несмотря на имеющиеся некоторые спорные моменты, надо сказать, что настоящее издание справочника заполняет имеющийся ныне в религиоведение пробел в изучении значительного числа религиозных организаций и групп, которые малоизвестны даже специалистам» и подытожил, что его можно рекомендовать «в качестве справочного пособия государственным служащим, осуществляющим связь с религиозными организациями, всем тем министрам и ведомствам, в чьи функции входит решение вопросов реализации российского законодательства о свободе совести и о религиозных объединениях, регулирование или изучение деятельности религиозных новообразований». В 2007 году на пресс-конференции в Независимом пресс-центре, состоявшейся по случают выпуска информационно-аналитическим центром «Сова» доклада «Проблемы свободы совести в России в 2006 году», на вопрос «Какую цель Вы преследовали когда подписывали положительный отзыв и рекомендацию на многотомный "чёрный" справочник И. Куликова (И. Понкина) "Новые религиозные организации России деструктивного, оккультного и неоязыческого характера?" (М., 2000)» Пчелинцев ответил, что «в 2000 году ещё не было достаточно литературы, чтобы разобраться в происходящем, а потому я приветствовал любые начинания и подписал этот справочник не глядя».
В том же году заслуженный врач Российской Федерации, руководитель группы по разработке материалов о негативных медико-социальных последствиях деятельности в России организаций, имеющих характер деструктивных, тоталитарных сект, доктор медицинских наук, профессор Ф. В. Кондратьев в своём отзыве на том «Неоязычество» отметил, что «справочник вполне может быть рекомендован для использования в работе всех государственных органов, в том числе системы здравоохранения».
В том же году ведущий научный сотрудник Института мировой литературы имени А. М. Горького РАН, доктор филологических наук, профессор В. Ю. Троицкий в своём отзыве на третье издание отметил, что используемые автором «понятия „секта“ и „культ“ сами по себе не несут какой-либо оскорбительной смысловой нагрузки», поскольку «широко распространены в обиходной русской речи и объективно отражают характер деятельности некоторых религиозных групп», «в авторитетных словарях и научных исследованиях приводятся в целом сходные определения этих слов, и они нигде не трактуются в уничижительном, презрительном или оскорбительном смысле, не несут отрицательного отношения к религиозным движениям, означая всего лишь понятия о некой обособленной группе по отношению к той или иной религии». Кроме того, проведённый им «анализ текста на точащего справочника не выявил фрагментов, которые можно квалифицировать как действия, направленные на возбуждение религиозной вражды, пропаганду исключительности, превосходства либо неполноценности граждан по признаку их отношения к религии».
В том же году исследователь современного сектантства А. Л. Дворкин в своей книге «Сектоведение. Тоталитарные секты. Опыт систематического исследования» отметил следующее: «Справочник о деструктивных религиозных организациях, выпущенный Миссионерским отделом нашей Церкви, к сожалению, был, очевидно, составлен малоцерковным человеком, что заметно любому внимательному читателю. Составитель справочника собрал и механически соединил множество газетных публикаций (по большей части из бульварных изданий) и другую отрывочную информацию и опубликовал весь этот компот в виде единого текста. Безусловно, в нём содержится какая-то базовая информация о многих организациях, которую не так просто найти в другом месте. Но вместе с тем в справочнике много ошибок, непроверенных и недостоверных данных и совершенно фантастической статистики. Нет в нём и единообразия: статистические данные могут противоречить друг другу, в соседних абзацах подчас присутствуют разные изложения одного и того же события (взятые, например, из разных средств массовой информации), что подаётся как два разных события. То же самое происходит и с несколькими рассказами об одном и том же человеке, чьё имя в разных публикациях приводится в различных транслитерациях. Составитель справочника помещает все эти рассказы по соседству, полагая, что речь идёт о разных людях. Есть там и информация о вообще не существующих сектах,  придуманных журналистами из бульварных изданий для того, чтобы пощекотать нервы обывателя. Но, вместе с тем, в справочнике вопиюще отсутствует информация о целом ряде деструктивных культов, в том числе — о неопятидесятнических сектах. Судя по новому изданию справочника, а также по компакт-диску, выпущенному тем же автором, в которых неопятидесятнические тоталитарные секты причисляются к “традиционным протестантским церквам”, эта необъяснимая симпатия к неопятидесятникам — его принципиальная позиция. Помня о всех этих обстоятельствах, использовать “Справочник” следует с большой осторожностью».
В том же году председатель Отдела религиозного образования и катехизация Русской православной церкви игумен Иоанн (Экономцев) в своём отзыве на третье издание высказал мнение, что справочник «представляется весьма актуальным и полезным для работников системы религиозного образования Русской православной церкви», а также указал на то, что «настоящий справочник призван помочь сориентироваться в религиозной сфере жизни нашего общества и, несомненно, может быть рекомендован для всех, занимающихся религиозным образованием».
В том же году руководитель Центра реабилитации жертв нетрадиционных религий иерей О. В. Стеняев отметил, что третье издание «содержит колоссальный справочно-аналитический материал по нескольким сотням оккультно-религиозных организаций» и рекомендовал его «всем православным людям и, особенно, православным священникам, прежде всего — ведущим миссионерскую и антисектантскую деятельность», кроме того подчеркнув, что «справочник, несомненно, будет полезен и государственным органам».
В том же году пастор Московского кафедрального собора святых Петра и Павла Евангелическо-лютеранской церкви Европейской части России Д. Р. Лотов в своём отзыве, на том «Неоязычество» третьего издания, отметил, что рекомендует его «для принятия к сведению использованию российскими правоохранительными органами и иными государственными органам».
В том же году председатель Российского объединённого союза христиан веры евангельской епископ С. В. Ряховский в своём отзыве на тот же том заявил, что «Российский объединённый союз христиан веры евангельской рекомендует настоящий справочник российским правоохранительным и иным государственным органам для практического пользования в своей деятельности».
В том же году председатель Центрального духовного управления мусульман России к Европейских стран СНГ, верховный муфтий и шейх-уль-ислам Т. С. Таджуддин отметил следующее: «Центральное духовное управление мусульман России и Европейских стран СНГ относительно оккультно-магических, неоиндуистских и иных деструктивных религиозных организаций и групп, описанных в справочнике „Новые религиозные организации России деструктивного, оккультного и неоязыческого характера“, заявляет, что такие организации разрушают российскую государственность, несут в себе огромную угрозу духовному и физическому здоровью населения, закладывают на территории нашей страны будущие очаги этно-конфессиональной напряжённости, подвергают эрозии традиционные духовные ценности народов нашей Великой Отчизны. Все оккультно-магические практики и системы „целительства“, „медитации“, „астральных путешествий“, „приворота“, „экологии духа“, „гуманной педагогики планетарного духа“, „рейки“, „валеологии“, „агни-йоги“, „холодинамики“, „холистики“ имеют шайтанскую природу и способны принести людям лишь зло».
В том же году в журнале «Религия и право» (№ 2 за 2000 г.) был опубликован критический отзыв Г. Руденко на два первых тома справочника, посвящённых сатанизму и оккультизму. Автор справочника в том же издании представил свой ответ, в котором высказал суждение, что, несмотря на нескольких справедливых упреков, «отзыв грешит не столько предвзятостью, что явно просматривается, сколько некомпетентностью в той проблеме, которая рассматривается автором отзыва». Отвечая на критику Руденко, считающего курьезным утверждение, посредством ряд рок-тусовок осуществляется вовлечение молодёжи в сообщества сатанистов, он утверждает, что «готов предоставить Руденко возможность побеседовать с человеком, вовлечённым именно таким образом в сатанистскую секту и сумевшим из неё вырваться», а также что у него «есть документы и о тождественности одной из рок-групп одноименной сатанистской секте», подчеркнув, что «этой сектой, кстати, активно занималась одна из московских межрайонных прокуратур в 1997-1998 гг.». В качестве обоснования включения в том “Сатанизм” текста о кришнаитах автор справочника утверждал, что он «основан на экспертном заключении по данному вопросу кандидата педагогических наук И. В. Метлика и кандидата философских наук И. А. Галицкой из Российской академии образования». Он считает необоснованным заявление Руденко о том, что большинство представленных в справочнике групп “не являются религиозными вообще”, поскольку «несовершенство закона “О свободе совести и о религиозных объединениях” позволяет религиозным группам благополучно уходить из-под надзора государственных органов и вообще как бы выводит их из правового поля», что является неправильным и что «если организация является религиозной, то и регистрироваться она должно соответствующим образом, а не в качестве общественного объединения или коммерческой структуры». Соглашаясь с тем, что «закон молчит» автор справочникам тем не менее указывает на то, что «это не значит, что должна молчать общественность» и не следует «уподобляться же тем, кто придумывает для них новые нелепые термины, как, например, “центры развития личности”», хотя «закона о таких объединениях не существует». Автор считает, что «астрология — это исключительно религиозная система», обосновывая это тем, что «астрологические знаки Зодиака, судя по астрологическим же книгам, вовсе созвездия, входящие в так называемый “зодиакальный круг”», а «“Знаки Зодиака” — это оккультно-мистические сущности, поэтому астрология — это оккультно-мистическая, религиозная система», делая вывод о том, что «если Руденко не понимает» этого, то здесь «проблема не справочника, а самого Руденко». Отвечая на критику по вопросу обрядовости, как признака религиозной организации он читает, что утверждает, что «отсутствие ярко выраженной обрядовости не мешает организации быть религиозной», предлагая «господину Руденко сказать пятидесятникам, у которых обрядовость сведена до минимума, но которые являются одной из традиционных религий России, что они нерелигиозны». Затрагивая вопрос понятий “религиозная группа” и “религия”, автор справочника заявил, что «специально оговорил», что взял их «не из несовершенного закона “О свободе совести и о религиозных объединениях”», поскольку его «классификация исходит прежде всего из практической деятельности той или иной организации». Также он опроверг утверждение Руденко о том, что мнение автора совпало только с мнением Русской православной церкви и им одним ограничилось, сославшись на то, что «в начале второго тома, что точку зрения автора на описываемые организации разделяют кроме Русской православной церкви лютеранский пастор Дмитрий Лотов и пятидесятнический епископ Сергей Ряховский», а также указав, что «в первые два тома не вошла, но будет присутствовать в последующих рекомендация, подписанная верховным муфтием Талгатом Таджуддином». По заявлению автора справочника его «точку зрения разделяют представители практически всех традиционных религий России (их отзывы об оккультизме и сатанизме, кстати, гораздо более резкие, чем мои)», как и «большинство населения России», а читатели «сами решат — полезен им справочник или нет». Кроме того, он отверг «обвинения в необъективности», полагая, что они «совершенно не имеют под собой почвы», поскольку вопреки утверждению Руденко «цитаты из газет с сомнительной репутацией не были основным источником для написания справочника», потому что автором были «использованы документы государственных органов, показания бывших и нынешних адептов описываемых организаций и их родных и близких, печатные материалы», который перед подготовкой справочника к изданию «провёл беседы с несколькими сотнями адептов (и родственниками ряда из них) всевозможных религиозных новообразований, был на многих оккультных конференциях, проанализировал массу книг, журналов и иных печатных, а также видеоматериалов, выпущенных этими новообразованиями, сотни экспертных заключений, ответов и иных документов государственных органов власти». И согласившись «с утверждением, что в справочнике мало ссылок», автор справочникам задался ответным вопросом о том «в каком подобном издании выполнено хотя бы отчасти то требование, которое предъявляется к моему справочнику?». А подчёркивая, что «обвинения в компиляции кусков из различных газет являются основными в критике всех изданий этого справочника (предыдущие два с несколько сокращенным названием были отпечатаны в Миссионерском отделе МП)», автор указал на то, что «справочники Комитета по связям с религиозными организациями Правительства Москвы без ссылок обильно цитируют статью православного священника А. Мороза из Петербурга и второе издание рецензируемого Руденко справочника “Новые религиозные организации России...”», а также особо отметил, что «цитаты и заимствования из него я не без радости обнаруживаю в прекрасных изданиях Кафедры религиоведения Российской академии государственной службы при Президенте РФ (например, в замечательном словаре-справочнике “Новые религиозные культы, движения и организации в России” и др.) и иных не менее авторитетных изданиях», попутно заметив, что «если все плохо, почему же его так часто цитируют?». В заключении автор справочника признался, что не притязал «на полноту охвата всей информации по данной теме», поскольку «полное описание 330 организаций, информацию о которых содержит первая часть второго тома, составило бы свыше десятка томов» и «вызвало бы неизмеримо больше нападок, поскольку картина вышло бы впечатляющая: практически все оккультные псевдоцелители уходят от налогообложения, не имеют лицензии на право ведения медицинской деятельности, причиняют ущерб здоровью граждан (у меня достаточно заявлений пострадавших от них), дают недобросовестную рекламу, занимаются мошенничеством и другими способами нарушают права и свободы граждан». Кроме того, он подчеркнул, что слово “оккультный” было употреблено им «как термин, лишённый какой-либо оценочной окраски, это просто одно из обозначений в классификационном ряду» и он «не ставил перед собой задачи призвать к немедленной расправе с описанными организациями», поскольку «речь идёт о том, что граждане вправе иметь достоверную информацию о том, кто приходит в школы к их детям, кто навязывает свои услуги в области охраны здоровья, кто именно и зачем зовёт их в те или иные сообщество», а в свою очередь «государство вправе и обязано защищать права и свободы граждан, надзирать за соблюдением законности на территории России, в том числе и в религиозных объединениях».
В 2001 году религиовед Л. И. Григорьева в своей рецензии в том же журнале отметив, что большим интересом восприняла новость «о том, что И. Куликовым начато издание третьего, дополненного и переработанного сборника (восьмитомника!) „Новые религиозные организации России деструктивного, оккультного и неоязыческого характера: Справочник“», поскольку «в связи со значительным недостатком современных научных исследований по данному вопросу в начале 90-х годов нам, светским религиоведам, в силу возникших информационных пробелов приходилось частично компенсировать их использованием зарубежной антикультистской литературы, а вскоре и начавшими появляться аналогичными православными материалами», указала на то, что «при ознакомлении с вышеупомянутым трудом г-на Куликова не трудно было заметить, что такие попытки становятся всё более напористыми и агрессивными». По её мнению «единственной проблемой, по поводу которой необходимо говорить в данном конкретном случае — не содержание и стиль изложения материала (они типичны для такого рода произведений), но о претензиях автора на то, что данный справочник „прежде всего будет полезен для государственных органов, сталкивающихся по роду своей служебной деятельности с общением или изучением религиозных групп или организаций, — научных и образовательных организаций, органов юстиции или правоохранительных органов“». Григорьева обратила внимание на то, что в «предисловии автор сообщает, что „определение, является ли данная организация религиозной (оккультно-религиозной), производилось не на основе довольно бестолкового и аморфного понимания термина «религиозная организация», данного в законе «О свободе совести и о религиозных объединениях», а на анализе реальной деятельности организаций“», из чего следует, что «и госслужащим, и правоохранительным органам, по сути, предлагается проигнорировать основы действующего законодательства и довериться интуиции автора», хотя в упомянутом законе «в ст.9 дает однозначное толкование данного понятия, определяя, в том числе, и минимальное количество членов религиозного объединения (10 человек), обозначаемого в качестве „религиозной организации“». Взяв в качестве примера том 2 «Оккультизм. Часть 1» справочника она отмечает, что «выясняется — из трёхсот тридцати перечисленных здесь „организаций“ около двухсот представлены любителями-одиночками, предлагающими по сходной цене магические услуги (снятие порчи, гадания и т.п.) населению» и указывает, что автор «демонстрирует полное непонимание того, что один и даже два человека, зарабатывающие на эксплуатации суеверий еще не есть „организация“, тем паче „религиозная“, так как последняя предполагает и конкретную минимальную численность членов объединения, и совместное исповедание определённой системы религиозных взглядов, и регулярное отправление культа, и ряд других, чётко обозначаемых признаков», делая вывод о том, что «в соответствии с критериями закона и науки, „организациями“ в рассматриваемом произведении можно с определённой долей вероятности обозначить лишь около двух десятков описанных здесь объединений», в оо вреям как «остальное — это разнообразные марьиванны и петрысемёнычи, объявившие себя в одночасье магами, экстрасенсами и народными целителями», которых «по многочисленным городам и весям России» вполне может набраться «не одна тысяча, как профессионалов, так и любителей». Более того, «к таковым, например, можно смело отнести и легион деревенских „бабок“, и сотни новоиспечённых колдунов и колдуний и просто бесконечное множество юных девиц, развлекающихся гаданием на женихов и их привораживанием». В связи с этим Григорьева подчёркивает, что «при этом, не имея ни малейшего понятия о научной методологии, г-н Куликов и не подозревает, что просто путает два совершенно разных явления — „Новые религиозные организации“ и так называемые вневероисповедные формы мистики (хиромантия, магия и т.п.)», которые веками пронизывая «народное сознание, отнюдь не являются, с точки зрения права и светской науки, ни „новыми“, ни „религиозными“, ни „организациями“» и таким образом «автор-составитель попросту дезориентирует тех, кому предлагает воспользоваться своим произведением». Она указывает, что «не меньшее удивление вызывает и объём, и качество, и достоверность приводимой в сборнике информации», поскольку в томе рассматривавшемся в качестве примера «сто восемьдесят пять наименований охарактеризованы по схеме: а) название, б) ярлык (классификация в разряде сект и ересей), в) город и руководитель (если известны), г) вывод — опять же ярлык», но «при этом какое-либо описание названной организации может отсутствовать полностью, а весь текст занимать треть странички». По её мнению это «и не удивительно», поскольку «несмотря на пылкие уверения автора, что по каждой названной организации проводилось всестороннее исследование, из текста самого сборника явствует, что основным его орудием труда были, вероятно, ножницы» при помощи которых «он старательно и методично вырезал бесконечные рекламные объявления и газетные заметки о предоставлении оккультных услуг и появлении то здесь, то там различных авантюристов от мистики», что «даёт огромный оперативный простор нашим правоохранительным органам, которым „Справочник“ то и дело сообщает, что основателем очередной „организации“ является, например, „некая Валентина“, она же „Юнафрейя, глава Ордена колдунов, она же «зеленоградская писательница — юрист Юна Шнайдер»“, или что „руководитель салона магии «Мегидо» — некая Сеола Тисс“». Подчеркнув, что «как-то неловко говорить о том, что исследование любой новой религиозной группы или организации уже на первом этапе должно выявлять элементарные вещи — кто является основателем, что представляет собой система религиозных верований, её культ, история, современное состояние и т.д.», рецензент отметила, что «в отдельных случаях описание конкретных организаций присутствует, и даже занимает приличный объём», хотя и указалана то, что «снова возникает проблема методологии», поскольку «в одну кучу здесь свалены как объединения собственно религиозные, так и организации, практически никакого отношения к религии не имеющие». Особое внимание Григорьева обратила на статью о «некоей оккультной группе „Ведиум“» и «даже немного возгордилась за свою давнюю хорошую знакомую — доктора филологических наук из Перми Ирину Черепанову, на чьих замечательных научно-практических семинарах мне приходилось бывать», поскольку полагает, что «отнесение этой неординарной женщины — оригинально мыслящего учёного психолога, разработчика сложнейших компьютерных программ и создателя новой аналитической системы суггестивной лингвистики к разряду ведьм (классификация по Куликову О-10, О-3, и О-12) живо напомнило мне мудрую сентенцию Ивана Ефремова», когда «знаменитый писатель-фантаст в одном из своих произведений говорил о том, что умные, красивые и независимые женщины всегда вызывали у тёмных фанатиков ненависть и страх, клеймились как ведьмы и уничтожались». Она пишет, что «Ирину, человека атеистически и рационалистически настроенного, в данном случае, похоже, подвело под „клеймо“ её неуёмное чувство юмора и любовь „подразнить гусей“» и подчёркивает, что не знает «стоит ли растолковывать „классификатору“, что с точки зрения аналитической лингвистики «ведьма» происходит от глагола „ведать“, „знать“, и, эпатируя публику, её друзья и сотрудники действительно называли так своего научного руководителя». Тем не менее, рецензент отмечает, что «после прочтения пространного очерка „Ведиум“ остаётся стойкое ощущение, что если кто-то при г-не Куликове брякнет, что „собаку съел на чём-то“, то тут же окажется в списке сектантов-собакопожирателей (классификационный код О-1, О-3)» и указывает, что «обнаружение в этом же томе „ефремовцев“ — поклонников творчества И. Ефремова — воспринимается далее как закономерность». Далее рецензент отмечает, что «сложнее отнестись без улыбки к причислению к „Новым религиозным движениям“ любителей Толкиена, культурологического движения, члены которого по всей стране уже много лет развлекаются инсценировкой его произведений в игровой форме на свежем воздухе», поскольку «отнесение их к „Оккультным центрам“» (код О-4), обосновывается лишь общими опасениями на тему „как бы чего не вышло“». В связи с этим Григорьева обращает «внимание уважаемого автора на то, что существуют и более серьёзные прецеденты подобного рода», поскольку «полный языческий беспредел, сопровождаемый массовым растлением невинных детских душ наблюдается в нашей стране повсеместно (!) с конца декабря до середины января», когда «некие языческие функционеры — Дед Мороз и Снегурка — подкупают наших доверчивых детей щедрой гуманитаркой да ещё и приобщают их к бесовским игрищам, кружась вокруг сверкающих елей!», в то время как «некоторые духовно падшие родители при этом безобразии обряжают своих чад (страшно подумать!) гномами, феями, звездочётами и прочей нечистью (код О-1, О-3)». Из всего этого она делает вывод, что «это надо срочно внести в очередной том „Справочника“, иначе будущее поколение будет безвозвратно потеряно для веры и государства», хотя и отмечает, что «всё это было бы смешно, когда бы полное отсутствие не только чувства юмора, но элементарного понимания специфики объекта исследования, в том числе исходных — прежде всего, объективных, критериев религиозности (см. выше) не приводило к подобного рода „перлам“». Отдельно Григорьева рассматривает вопрос, «когда речь идёт о действительно серьёзных и известных новых религиозных движениях», поскольку счаитает, что и здесь «автор-составитель демонстрирует недостаток квалификации там, где освещение конкретных вопросов требует оперативной научной информации и профессиональной ориентации в освещаемой теме». В качестве примера она рассматривает обширную статью про «Белое братство», где его история заканчивается описанием событий 1997 года, а «заключение выглядит, как пророчество-страшилка», где «автор фантазирует на тему: „что будет, если..?“». В ответ Григорьева указывает на то, что «прошло уже три года, и религиоведу, непосредственно исследующему данную тему, должно быть уже известно, что же реально произошло в организации после 1997 года и что происходит в ней сегодня», где «Мария Цвигун, направляемая и руководимая до ареста реальным организатором движения Ю. Кривоноговым, попав в заключение, предала его и все его установления анафеме, объявив себя единственной главой церкви, а его — сатаной, поработившим её на время». Вслед за этим «были сняты все пищевые ограничения, запрет на браки в среде юсмалиан и рождение детей, отменены режимные и организационные рамки», а «её новая религия была преобразована в религию космической любви, а её брак с молодым Иоанном-Петром Вторым открыл новую страницу истории обновлённого движения, воспевающего сегодня семью и брак, чистоту духовную и телесную». В качестве примера она привела собственное посещение «красноярских юсмалиан, жизнь которых исследуется мною с начала 90-х годов», которые отмечали «один из общехристианских праздников», куда «молодые неофиты пришли супружескими парами, две семьи — вместе со своими малышами, столы ломились от еды, а „изюминкой“ собрания стало зачитывание писем „мамочки“ своим „духовным деткам“». В связи с этим рецензент отметила, что «после прочтения „Справочника“ можно с большой долей уверенности сказать, что даже если бы автору-составителю такой материал и был предоставлен, то маловероятно, что он был бы приведён на его страницах, несмотря на все заверения в „нейтральности“ и „объективности“ исходной позиции». По мнению Григорьевой «об этом же свидетельствует подборка и освещение материала в статье», которая была посвящена Церкви последнего завета С. А. Торопа (Виссариона) — «крупнейшему отечественному НРД». В качестве примера она приводит авторский приём выборочного цитирования официальных документов, которые связаны с деятельностью данной организации, из-за чего полностью искажаются, как их содержание, так и их оценки. Григорьева указывает на то, что будучи председателем комиссии Администрации Губернатора Красноярского края, участвовала в июне 1996 года в вынесении общего заключения о том, что «здоровье членов организации и их детей на данный момент — удовлетворительно и соответствует среднестатистическому, массовых эпидемических заболеваний или других угрожающих благополучию граждан фактов не выявлено» и тут же подчёркивает, что «после прочтения текста из названного сборника создаётся впечатление прямо противоположное». В другом случае «полностью приводится официальный документ, подписанный главой Курагинского района, запрещающий предоставлять верующим данного объединения помещения в аренду для проведения общинных мероприятий», но «конечно же, даже не упомянуто, что названный документ был признан противозаконным, что нашло отражение в официальном ответе Краевого Управления юстиции от 04.11.95 № 01-25 верующим названного объединения». Исходя из всего этого она подчёркивает, что «дело не в том, что данное движение, чья деятельность, действительно, может быть оценена неоднозначно, нуждается в поддержке и защите», а только «в том, что этот материал, как и все прочие статьи „Справочника“, изначально тенденциозен». В заключении она отметила, что «уж совсем совестно читать ответ г-на Куликова своим оппонентам в журнале „Религия и право“, № 4 за 2000 год, где он пытается провести аналогию между собственным многотомным опусом и единственным пока в своём роде светским словарём-справочником «Новые религиозные культы, движения и организации в России» издательства РАГС, М., 1998», поскольку полагает, что «разница между этими книгами очевидна и принципиальна», так как: «Светское издание явилось плодом многолетнего коллективного труда специалистов-религиоведов, практически изучавших конкретные феномены НРД с момента их появления в нашем государстве. Авторский коллектив этой небольшой по объему книжки насчитывает двадцать девять имён. Перечень же литературы по вопросам НРД, приводимый в конце книги, в который вошли и некоторые конфессиональные справочники по данному вопросу, вовсе не означает поддержки авторским коллективом и редакторами данного сборника идеологических позиций и оценок таких произведений».
В том же году на прошедшей 23—25 апреля в Нижнем Новгороде международной научно-практической конференции «Тоталитарные секты — угроза XXI века» её участниками было принято специальное определение: «Считаем необходимым предостеречь всех правящих архиереев, что выпущенный от лица Миссионерского отдела Московской Патриархии лазерный диск „Тоталитарные секты деструктивного и оккультного характера“ не является вполне адекватным. Особое возмущение и недоумение вызывает помещённая на диске „рецензия“ некоего адвоката Кузнецова на книгу А. Л. Дворкина „Сектоведение: Тоталитарные секты“. Эта безграмотная рецензия написана для подрыва значимости и необходимости книги Дворкина, несмотря на то, что книга имеет официальное благословение и является плановой в учебно-просветительской работе Свято-Тихоновского Богословского института. Совершенно недопустимо то, что в данном электронном справочнике представлены экспертизы лидера неохаризматической тоталитарной секты С. Ряховского и сектозащитника А. Пчелинцева. Таким образом, участники работы секции „Организация противостояния сектантству и миссионерской работы на епархиальном уровне“ расценивают позицию авторов вышеуказанного электронного справочника как антицерковную».
В том же году специалист по антисемитизму В. А. Лихачёв говоря о неоязыческой «Церкви Нави» и ссылаясь на главу «Деструктивные религиозные организации сатанинской направленности» в первом издании справочника, высказал мнение, что он «несмотря на обилие информации, также не может служить полноценным источником, поскольку выпущен Миссионерским отделом РПЦ и несёт ярко выраженную полемическую задачу». А также обратил внимание на то, что «в нём по принципиальным соображением не приводится фамилий ни информаторов, ни сектантов» и приведя в качестве примера то, что «лидер „Южного креста“" именуется Русланом В.» и отметил, что «в справочнике упоминается о Церкви Нави исключительно как о "вербовочной" структуре "Креста"».
В 2002 году религиовед и социолог религии С. Б. Филатов отмечал: «Самое полное перечисление того, что РПЦ считает „религиозными организациями деструктивного характера“, содержится в справочнике „Новые религиозные организации России деструктивного и оккультного характера“», изданном Миссионерским отделом МП. Составители включили в него менее ста организаций, о многих из них (судя по тому, что написано) толком ничего не знают, о некоторых черпают сведения только из иностранных источников (так что неизвестно, существуют ли они в России, а если существуют — каково их российское лицо), некоторые и сектами-то назвать нельзя (например, «Движение белых экологов» — идеологически и организационно аморфная организация, не налагающая на своих членов никаких серьёзных требований). Составители справочника склонны завышать численность „деструктивных организаций“, но и они вынуждены признавать, что большинство из них включает по 10-20 человек, изредка несколько сотен, а тех, в которых состоит более тысячи человек — единицы».
В 2004 году религиовед С. М. Дударёнок отметила, что «уже в предисловии подчеркивалось, что „граждане США Милеант и Дворкин и их центры не имеют абсолютно никакого отношения к сбору и подготовке материалов для первого, второго и третьего изданий настоящего справочника, авторской работы над ними и их выходу в свет“».
В 2005 году кандидат социологических наук Н. В. Петрова отмечала: «Классификацию религиозных организаций с подробным описанием каждой конкретной организации И. В. Куликов представил в компьютерном справочнике-энциклопедии „Новые религиозные организации России деструктивного, оккультного и неоязыческого характера“».
В 2007 году кандидат философских наук, доцент кафедры философии, культурологии и религиоведения Оренбургского государственного педагогического университета Д. Н. Воропаев отмечал, что особенностью классификации представленной в первом издании справочника «является выделение экуменической и коммерческой групп культов», полагая, что «особой экуменический группы культов не существует», поскольку под экуменизмом понимается «движение объединения христианских конфессий (суперэкуменизм — объединение вообще всех религий) в одну, которое также может быть охарактеризовано как движение к более тесному межконфессиональному взаимодействию» и при этом в данном «движении участвуют нетрадиционные и традиционные религиозные организации». Поэтому он читает, что «называть так религиозные организации, одной из установок которых является объединение христианских конфессий, также нельзя, поскольку эта идея присутствует практически во всех христианских — как традиционных, так и нетрадиционных — конфессиях». Воропаев указывает, что «коммерческие культы не являются религиозными организациями в полном смысле этого слова», хотя и признаёт, что «установки организаций этой группы, выступающие в качестве идеологии, очень близки к религиозным» и что в данных «организациях складывается культ почитания распространяемого продукта, и жизнь членов этой группы специалисты называют культовой жизнью», но при этом отмечает, что «возникает вопрос, можно ли относить эти организации к системе религиозного нетрадиционализма?», подчёркивая, что «этот вопрос весьма спорен и требует более глубокого изучения». Рассматривая третье издание справочника Воропает пишет, что «мы наблюдаем классификацию, выстроенную несколько иначе», поскольку автор отказался от выделения таких групп, как «неохристианство, неоязычество, квазиоккультизм и квазинаучные организации» и «культы, называемые ранее неохристианскими, переименованы в объединения западной ориентации, некоторые из них, например „Белое братство“, отнесены к группе „Экология духа и оккультизм“», и сюда же «вошли и названные ранее квазинаучные культы». Он отмечает, что «особый интерес в этой классификации представляет не встречавшаяся в предыдущих классификациях особая группа культов, названных псевдоисламскими», указывая, что «мы считаем, это действительно особая группа культов, тесно связанная с исламской традицией, которые правомерно обозначать наряду с неохристианскими движениями».
В 2007 году кандидат юридических наук, сопредседатель Института религиозной свободы С. А. Бурьянов, в специализированном информационно-аналитическом докладе «Свобода убеждений, совести и религии в современной России», который был подготовлен и издан при финансовой поддержке Фонда Джексона в рамках программы «Противодействие религиозной ксенофобии, нетерпимости и дискриминации в российских регионах», проводившейся Московской Хельсинкской группой в сотрудничестве с Объединением комитетов в защиту евреев в бывшем СССР, писал, что «один из первых проектов Института [государственно-конфессиональных отношений и права] — энциклопедия „Новые религиозные организации России деструктивного, оккультного и неоязыческого характера“», которая фактически «является „чёрным списком“ из более 500 организаций, который, будучи распространённым в органах государственной власти и управления, не раз служил инструментом мировоззренческой дискриминации в России», хотя и указывает, что «энциклопедия содержит „свыше 800 документов по проблематике религиозной безопасности, деятельности деструктивных религиозных сект и т. п.“».
В 2013 году религиовед А. В. Гайдуков отмечая, что в 1990-е годы исследования нового язычества «носили эпизодический характер», указал, что «из обзорных работ стоит отметить сборник „Новые религиозные культы, движения и организации в России“, изданный РАГС, представлявший на то время наиболее широкое, хотя и краткое освещение языческих объединений, и Справочник Миссионерского отдела Белгородской епархии РПЦ, отличавшийся неточностью и антисектантской направленностью».